# Nicolas Lenglet Du Fresnoy
Nicolas Lenglet Du Fresnoy   (Beauvais, 5 d'octubre de 1674 - París, 16 de gener de 1755) fou un erudit i químic francès de la primera meitat del segle xviii. Va exercir diversos càrrecs polítics. Esperit independent, encara que poc justicier, va ser perseguit i pres a Estrasburg, Vincennes i, finalment, a la Bastilla.

## Biografia
Lenglet Du Fresnoy va estudiar primer teologia, però ràpidament la va abandonar per la diplomàcia i la política. El 1705, Jean-Baptiste Colbert de Torcy el va nomenar secretari per a les llengües llatines i franceses de l'elector de Colònia, que vivia a Lille. Durant la Regència, va tornar a París i el 1718 el Regent va aprofitar la seva habilitat per descobrir els còmplices de la Conspiració de Cellamare.
Després, Lenglet es va ocupar només del seu treball acadèmic i va rebutjar totes les ofertes que se li fessin a França oa l'estranger. Mossegant i sarcàstic, tenia molts enemics, dels quals va derivar la vanitat, dient: Vull ser un gal franc en el meu estil, com en els meus actes. El seu amor per la independència i l'oposició als censors reials li van valer, sota Lluís XV, cinc períodes de presó a la Bastilla, una vegada a la ciutadella d'Estrasburg una altra vegada al castell de Vincennes. Va morir als gairebé 82 anys després de caure a la llar de foc a prop de la qual estava llegint. Va ser enterrat a l'església o al cementiri de l'Església Saint-Séverin de París.
Lenglet, els llibres del qual contenen tresors d'erudició, es va interessar tant per la crítica literària com per la filosofia hermètica, la història o la geografia. També va editar Roman de la Rose, Marot, Sigogne, Régnier, Motin, Berthelot, Maynard, La Henriade de Voltaire, Mémoires de Philippe de Comines, Pierre de L'Estoile, etc.
Va repassar articles d'història i fins i tot n'escribí íntegrament per a l'Encyclopédie de Diderot i D'Alembert. Va escriure sota els pseudònims "Edward Melton", "Albert Van Heussen", "C. Gordon de Percel" i "Gosford". També va escriure en llatí amb el pseudònim de "Lengletius".
L'any 1681, Géraud de Cordemoy va publicar un llibre anti-protestantista, La conférence entre Luther et le diable au sujet de la messe amb els seus comentaris, reeditat i àmpliament distribuït el 1875 per Isidore Liseux amb comentaris de Nicolas Lenglet Du Fresnoy.
Va escriure diverses obres d'història, de teologia i ocultisme:
- 1708: Traité historique et dogmatique du secret inviolable de la confession, où l'on montre quelle aûjours à ce sujet la doctrine, & la discipline de l'Eglise, avec resolution de plusieurs difficultez, qui sur sur jour sur cette matière, Paris, Jean Musier.
- 1711: Cinquième [- sisè] mémoire sur les collations des canonicats de la cathédrale de Tournay, Tournay, Louis Varlé.
- 1711: Mémoires sur la collation des canonicats de l'église cathedrale de Tournay, fait par leurs hautes puissance nosseigneurs les Etats Généraux des Provinces Unies, Tournay, Louis Varlé.
- 1714: Méthode pour étudier l'histoire: On després d'establir els principis i l'ordre que s'ha de mantenir, es fan les observacions necessàries per no ser enganyats en la seva lectura: amb un catàleg dels principals historiadors, comentaris crítics sobre la bondat de les seves obres, sobre l'elecció de les millors edicions, (Brussel·les, a costa de l'empresa).
- 1718:Méthode pour étudier la geographie; On donem una descripció exacta de l'univers, format a partir de les observacions de la Reial Acadèmia de Ciències, sobre els autors originals. Amb un discurs preliminar sobre l'estudi d'aquesta ciència, un catàleg de mapes, relacions, viatges i descripcions necessàries per a la geografia, (Amsterdam, a costa de la Companyia).
- 1729: Tablets chronologiques de l'histoire universelle: sacrée et profane, ecclésiastique et civile, depuis la création du monde, jusqu'à l'an 1762: avec des réflexions sur l'ordre qu'on faut tenir, & sur les ouvrages nécessaires pour l'étude de l'histoire, Paris, Pierre Gandouin.
- 1735: De l'usage des romans, où l'on fait voir leur utilité et leurs différents caractères: avec une bibliothèque des romans accompagné de remarques critiques sur leur choix et leurs éditions, Geneva, Slatkine reimpressions, 1970. Una anàlisi d'aquest llibre es pot trobar a l'article Réflexions sur le roman au XVIIIe siècle [francés].
- 1735: L'Histoire justifié contre les romans, (Amsterdam, Aux dépens de la Compagnie.)
- 1735: Principes de l'histoire pour l'éducation de la jeunesse, par années et par leçons, (Paris, Pierre Gandouin.)
- 1736: Géographie des enfans, ou, Méthode abrégée de la géographie, divis par leçons, avec la liste des principales cartes nécessaires aux enfans, Paris, Rollin fils, De Bure l'aîné.
- 1736: Defensa de la nació holandesa, contra les calúmnies difoses en les Cartes sobre els holandesos, i en el Mètode per Estudiar la Història, (La Haia.)
- 1739: Carta de M. l'Abbé Lenglet du Fresnoy a l'autor d'Observations sur les ecrits modernes. Sobre el mètode per estudiar geografia, (La Haia, J. Neaulme.)
- 1739: Suplement del Mètode per a l'estudi de la història: amb un suplement al catàleg d'historiadors, i observacions sobre la bondat i l'elecció de les seves edicions, (París, Rollin fils, DeBure l'aîné.)
- 1742: La Missa dels Fidels, amb una explicació històrica i dogmàtica del sacrifici de la Santa Missa, i les pràctiques de la pietat: Honorar el Santíssim Sagrament, amb Màximes dels Sants Peres durant tots els dies del mes., (París, Damonneville.)
- 1745: Cartes d'un company de Gran Bretanya a Milord Arquebisbe de Cantorberi sobre l'estat actual dels assumptes europeus, (Londres, Innys.)
- 1745: L'Europe pacifiée par l'équité de la Reine de Hongrie, ou distribution juridique de la Succession d'Autriche, (Brussels, F. Foppens.)
- 1745: Mémoires pour servir à l'histoire de Charles IX, et de Henri IV, rois de France: contenant, in four parts, les pièces importantes... i quantitat de comentaris històrics i crítics, que serveixen per aclarir-los, (París, a costa de l'editor.)
- 1747: Recueil de romans historiques, (Londres.)
- 1751: Recueil de Dissertations, anciens et nouvelles, sur les Apparitions, les Visions et les Songes, (Avignon.)
- 1751: Tractat històric i dogmàtic sobre aparicions, visions i revelacions particulars. Amb observacions sobre les dissertacions de R.P. Dom Calmet, abat de Senones, sobre les aparicions dels revenans, Avinyó i París, Leloup.
- 1753-1754 Història de Joana d'Arc, coneguda com la Donzella d'Orleans, verge, heroïna i màrtir de l'Estat: despertada per la providència per restaurar la monarquia francesa, (París, Coutellier.)
- 1766: Géographie abrégée par demandes et par réponses, divisé par leçons, pour l'instruction de la jeunesse; avec une idée de l'ancienne géographie & des systèmes du monde, (Paris, Tilliard.)
- Histoire de la philosophie hermétique.. Acompanyat d'un catàleg raonat dels escriptors d'aquesta ciència, (Hildesheim; Nueva York, G. Olms, 1975.)